# Eintracht Braunschweig (hockeyclub)
BTSV Eintracht Braunschweig is een Duitse omnisportvereniging met een succesvolle hockey afdeling uit Braunschweig.
De hockey divisie van de in 1895 opgerichte sportclub Eintracht Braunschweig is ontstaan in 1924. De vrouwen van de club waren in de jaren zeventig zeer succesvol. Zes landskampioenschappen werden er gewonnen op het veld en drie landskampioenschappen werden in de zaal gewonnen. Drie keer stonden de vrouwen in de finale van de Europacup I. In zowel 1975, 1976 en 1977 werd er steeds in de finale verloren van Amsterdam H&BC.